# Rebeca Andradeová
Rebeca Rodrigues de Andradeová (* 8. května 1999 Guarulhos) je brazilská sportovní gymnastka. Je členkou klubu CR Flamengo a trénuje ji Francisco Porath. Je vysoká 151 cm a váží 46 kg.
Je Afrobrazilského původu, vyrůstala bez otce, její matka byla uklízečkou a vychovávala osm dětí. Gymnastice se věnuje od čtyř let. Její první mezinárodní soutěží bylo juniorské mistrovství Ameriky v roce 2012, kde vyhrála víceboj, přeskok a prostná. Na WOGA Classic v roce 2014 získala tři zlaté a tři stříbrné medaile. Seniorských soutěží se účastní od roku 2015. Na Letních olympijských hrách 2016 skončila jedenáctá ve víceboji a osmá v soutěži družstev. Na Panamerickém mistrovství ve sportovní gymnastice 2021 vyhrála víceboj i soutěž družstev. Vyhrála tři závody Světového poháru: přeskok a kladinu v Chotěbuzi roku 2018 a bradla v Dauhá roku 2021.
Na Letních olympijských hrách 2020 vyhrála soutěž v přeskoku a stala se vůbec první brazilskou olympijskou vítězkou v gymnastice. Získala také stříbrnou medaili ve víceboji a v prostných skončila na pátém místě. Nesla brazilskou vlajku při závěrečném ceremoniálu her. Po olympiádě startovala na mistrovství světa, kde vyhrála přeskok a byla druhá na bradlech.
Brazilský olympijský výbor jí udělil cenu pro nejlepší sportovkyni roku 2021. Objevila se také na obálce brazilské mutace časopisu Vogue.